# Jean-Georges Noverre
Jean-Georges Noverre (29 de abril de 1727 – 19 de outubro de 1810), bailarino bailarino e mestre de balé francês, lembrado sobretudo por seu tratado Lettres sur la danse, et sur les ballets (1760). O primeiro volume saiu impresso em Stuttgart e vendido em Lyon; seguiram-se edições ampliadas em Viena (1767), Londres (1782), Paris (1783) e nas séries de São Petersburgo (1803-1804) e Paris (1807), sempre preservando as quinze cartas originais e acrescentando ensaios sobre música, uma carta a Voltaire sobre o ator David Garrick, reflexões sobre dança na Antiguidade, a arquitetura de teatros de ópera e libretos comentados.

## Pensamento iluminista
Noverre defende que a dança deve transmitir ideias e paixões por meio da pantomima expressiva; gestos de mãos, braços e feições tornam-se tão importantes quanto a técnica dos passos. Ele dá sequência à tradição da Académie Royale de Musique et de Danse, fundada por Luís XIV, mas propõe reformar cenários, figurinos e narrativa para criar o ballet d’action (ballet em ação), considerado ponte entre o repertório cortesão do século XVII e os grandes balés narrativos do XIX.

## Carreira de bailarino
Adolescente, formou-se com Louis Dupré na mesma Académie. Estreou em 1743 na Opéra-Comique e, naquele mesmo ano, dançou em Fontainebleau diante da corte. Em 1748 foi convidado por príncipe Henrique da Prússia para se apresentar em Berlim, onde contracenou com nomes como Jean Barthélémy Lany e Barbara Campanini (La Barbarina).

## Mestre de dança e coreógrafo
De volta a Paris (1747-1754), tornou-se maître de balé da Opéra-Comique, criando paródias que garantiam público. Seu primeiro grande êxito foi Les Fêtes chinoises (1754), apresentado depois em Londres a convite de David Garrick. Em 1760, após publicar as Lettres, transferiu-se para Stuttgart a serviço do duque de Württemberg, colaborando com o cenógrafo Servandoni e o figurinista Louis-René Boquet.

## Inovação no balé
Ao simplificar alegorias dos figurinos, suprimir máscaras e valorizar a expressão dramática, Noverre reformou o balé europeu. Ele aconselhava seus alunos a observarem o gestual cotidiano — “ruas, mercados e oficinas” — para revitalizar a dança, antecipando ideias que Rudolf Laban exaltaria dois séculos depois.

## Trabalhos selecionados

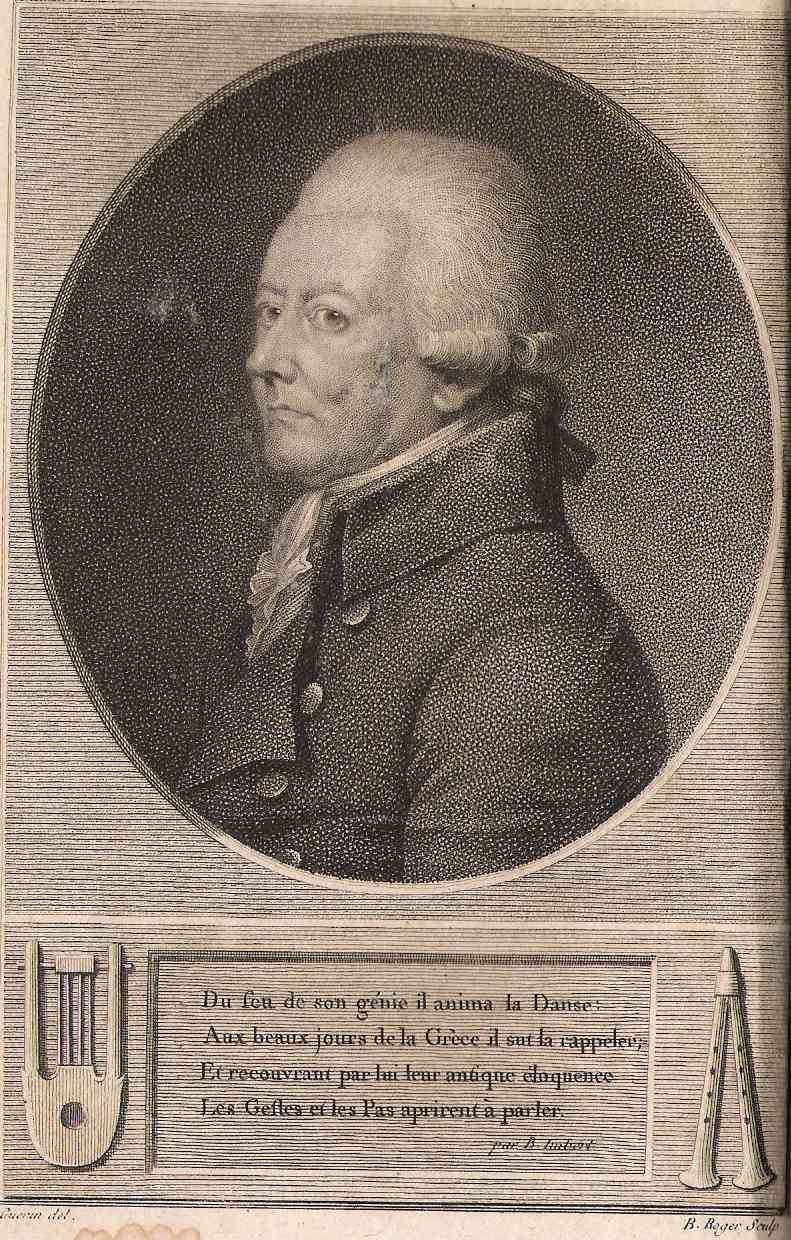
Noverre: frontispiece of Lettres sur les arts imitateurs, Paris, Collin, The Hague, Immerzeel, 1807

- Les Fêtes Chinoises (Paris 1754) (mus. Jean-Philippe Rameau)
- La Fontaine de jouvence (Paris 1754)
- La Toilette de Vénus (Lyon 1757) (mus. François Granet)
- L'Impromptu du sentiment (Lyon 1758)
- La Mort d'Ajax (Lyon 1758) (mus. François Granet)
- Alceste (Stuttgart 1761 Wien 1767) (mus. Christoph Willibald Gluck)
- La Mort d'Hercule (Stuttgart 1762)
- Psyché et l'Amour (Stuttgart 1762) (mus. Jean-Joseph Rodolphe)
- Jason et Médée (Stuttgart 1763 – Wien 1767 – Paris 1776 e 1780 – Londres 1781) (mus. Jean-Joseph Rodolphe)
- Hypermnestre (Stuttgart 1764)
- Diane et Endymion (Wien 1770)
- Don Chisciotte, alle nozze di Gamace (Wien 1772) (mus. Antonio Salieri)
- Le Judgement de Pâris (Wien 1771)
- Roger et Bradamante (Wien 1771)
- Agamemnon vengé (Wien 1772)
- Iphigénie en Tauride (Wien 1772) (mus. Christoph Willibald Gluck)
- Thésée (Wien 1772)
- Acis et Galathée (Wien 1773)
- Adèle de Ponthieu (Wien 1773 – Londres 1782)
- Alexandre et Campaspe de Larisse (Wien 1773)
- Les Horaces et les Curiaces (Wien 1774 – Paris 1777)
- Renaud et Armide (Milan 1775 – London 1782)
- Apelle et Campaspe (Paris 1776 – Lyon 1787)
- Les Caprices de Galatée (Paris 1776 – London 1789)
- Annette et Lubin (Paris 1778)
- Les petits riens (Paris 1778) (mus. Wolfgang Amadeus Mozart)
- Les Amours d'Énée et de Didon (Lyon 1781)
- La Fête du Sérail (Paris 1788)
- L'Amour et Psyché (Londres 1788) (mus. Jean-Joseph Rodolphe)
- La Fête de Tempé (Londres 1788)
- Admète (Londres 1789)
- La Bergère des Alpes (Londres 1794)
- La Vittoria (Londres 1794)
- Windsor Castle (Londres 1795)